# 三竿雄斗
三竿 雄斗（みさお ゆうと、1991年4月16日 - ）は、東京都武蔵野市出身のプロサッカー選手。Jリーグ・大分トリニータ所属。ポジションはディフェンダー（左サイドバック）。

## 来歴
東京都武蔵野市で生まれ育つも、5歳の時に親の転勤でカナダのトロントで10歳までの5年間を過ごす。
帰国後、横河武蔵野FCの下部組織で、ジュニア・ジュアユースに所属したのち、
セレクションを経て、東京ヴェルディユースに入団。国学院久我山高校に在学するも、サッカー部ではなく、ヴェルディユースに所属した。
ユースからプロへの昇格が見送られると、一般試験を受験し早稲田大学に入学。サッカー部にも一般セレクションを受験し入団する。
早稲田大学では2年次から左サイドバックのレギュラーに定着。4年次には副将を務めた。2013年4月には湘南ベルマーレからオファーを受け入団を即決、5月には特別指定選手として選手登録された。
2014年より、湘南ベルマーレに入団。ルーキーながら左CBとしてリーグ戦40試合、フィールドプレーヤーではリーグ第2位の3495分間に出場し、左サイドからのクロスで何度もチャンスを演出した。チームメイトの永木亮太と共にJ2でのアシスト数でトップに立つ活躍を見せるなど、チームのJ2優勝に貢献した。
2015年はチームの昇格に伴いJ1リーグにプレーの場を移したが、リーグ戦は1試合の欠場のみで計33試合に出場。「湘南スタイル」の一翼を担いJ1残留に貢献した。同年オフには他J1クラブ2チームから獲得オファーを受けるも残留を決断した。
翌2016年はリーグ戦17位でJ2降格となったが、ファーストステージでフルタイム出場を果たすなどリーグ戦32試合に出場した。湘南での3シーズンでのリーグ戦計110試合の内、105試合（内先発出場が103試合）に出場し、替えの効かない存在感を放ち続けた。
2017年より鹿島アントラーズに完全移籍で加入。山本脩斗に変わる新レギュラー候補として加入し、開幕戦にも先発出場を果たしたが、グロインペイン症候群を中心としたケガに苦しみ、2年間で公式戦計8試合の出場に留まった。
2019年より大分トリニータに完全移籍で加入。チーム始動直後は鹿島時代の怪我の影響で別メニュー調整が続いたが、J1第15節・名古屋戦で移籍後初先発を果たすとその後は定位置を確保し、リーグ戦計26試合に出場した。J2でのプレーとなった2022年を含め計4年間大分でプレーし、2020年と2022年にはリーグ戦全試合出場を達成するなど、先発の座を守り続けた。
2023年、京都サンガF.C.へ完全移籍。
2025年1月7日、京都サンガは海外クラブへの移籍を前提とした手続きと準備のためにチームを離脱することを発表。1月16日、オーストラリアのパース・グローリーFCが2024-25シーズン終了までの契約で岡本拓也とともに三竿の加入を発表した。33歳で自身初の海外リーグ挑戦となったが、2024-25シーズン後半のAリーグ・メンで12試合に出場した。6月30日、契約満了でパース・グローリーを退団。
2025年7月27日、大分トリニータに復帰加入した。

## 人物
- 実弟の三竿健斗もプロサッカー選手である[15]。2017年-2018年の2年間は鹿島アントラーズでチームメイトとなった[16]。なお、年齢は5つ離れているが誕生日はともに4月16日である[17]。
- 帰国子女であり英語が堪能である[18]。

## 所属クラブ
- 1998年 - 2000年  グレンシルズ
- 2001年 - 2003年  横河武蔵野FCジュニア（武蔵野市立大野田小学校）
- 2004年 - 2006年  横河武蔵野FCジュニアユース（國學院大學久我山中学校）
- 2007年 - 2009年  東京ヴェルディ1969ユース / 東京ヴェルディユース（國學院大學久我山高等学校）
- 2010年 - 2013年  早稲田大学
  - 2013年5月 - 同年12月  湘南ベルマーレ（特別指定選手）
- 2014年 - 2016年  湘南ベルマーレ
- 2017年 - 2018年  鹿島アントラーズ
- 2019年 - 2022年  大分トリニータ
- 2023年 - 2024年  京都サンガF.C.
- 2025年1月 - 2025年6月  パース・グローリーFC
- 2025年7月 -  大分トリニータ

## 個人成績
| 国内大会個人成績 | 国内大会個人成績 | 国内大会個人成績 | 国内大会個人成績 | 国内大会個人成績 | 国内大会個人成績 | 国内大会個人成績 | 国内大会個人成績 | 国内大会個人成績 | 国内大会個人成績 | 国内大会個人成績 | 国内大会個人成績 |
| 年度             | クラブ           | 背番号           | リーグ           | リーグ戦         | リーグ戦         | リーグ杯         | リーグ杯         | オープン杯       | オープン杯       | 期間通算         | 期間通算         |
| 年度             | クラブ           | 背番号           | リーグ           | 出場             | 得点             | 出場             | 得点             | 出場             | 得点             | 出場             | 得点             |
| 日本             | 日本             | 日本             | 日本             | リーグ戦         | リーグ戦         | リーグ杯         | リーグ杯         | 天皇杯           | 天皇杯           | 期間通算         | 期間通算         |
| ---------------- | ---------------- | ---------------- | ---------------- | ---------------- | ---------------- | ---------------- | ---------------- | ---------------- | ---------------- | ---------------- | ---------------- |
| 2013             | 湘南             | 37               | J1               | 0                | 0                | 2                | 0                | -                | -                | 2                | 0                |
| 2014             | 湘南             | 17               | J2               | 40               | 1                | -                | -                | 2                | 1                | 42               | 2                |
| 2015             | 湘南             | 17               | J1               | 33               | 1                | 4                | 0                | 1                | 0                | 38               | 1                |
| 2016             | 湘南             | 6                | J1               | 32               | 2                | 2                | 0                | 3                | 0                | 37               | 2                |
| 2017             | 鹿島             | 15               | J1               | 2                | 0                | 1                | 0                | 1                | 0                | 4                | 0                |
| 2018             | 鹿島             | 15               | J1               | 1                | 0                | 0                | 0                | 0                | 0                | 1                | 0                |
| 2019             | 大分             | 3                | J1               | 26               | 1                | 1                | 0                | 2                | 0                | 29               | 1                |
| 2020             | 大分             | 3                | J1               | 34               | 0                | 1                | 0                | -                | -                | 35               | 0                |
| 2021             | 大分             | 3                | J1               | 36               | 1                | 1                | 0                | 3                | 0                | 40               | 1                |
| 2022             | 大分             | 3                | J2               | 42               | 0                | 1                | 0                | 0                | 0                | 43               | 0                |
| 2023             | 京都             | 6                | J1               | 11               | 0                | 2                | 0                | 0                | 0                | 13               | 0                |
| 2024             | 京都             | 6                | J1               | 15               | 1                | 1                | 0                | 2                | 0                | 18               | 1                |
| オーストラリア   | オーストラリア   | オーストラリア   | オーストラリア   | リーグ戦         | リーグ戦         | リーグ杯         | リーグ杯         | FFA杯            | FFA杯            | 期間通算         | 期間通算         |
| 2024-2025        | パース           | 17               | Aリーグ          | 12               | 0                | -                | -                | 1                | 0                | 13               | 0                |
| 日本             | 日本             | 日本             | 日本             | リーグ戦         | リーグ戦         | リーグ杯         | リーグ杯         | 天皇杯           | 天皇杯           | 期間通算         | 期間通算         |
| 2025             | 大分             | 6                | J2               |                  |                  | -                | -                | -                | -                |                  |                  |
| 通算             | 日本             | 日本             | J1               | 190              | 6                | 15               | 0                | 12               | 0                | 216              | 6                |
| 通算             | 日本             | 日本             | J2               | 82               | 1                | 1                | 0                | 2                | 1                | 85               | 2                |
| 通算             | オーストラリア   | オーストラリア   | Aリーグ          | 12               | 0                | -                | -                | 1                | 0                | 13               | 0                |
| 総通算           | 総通算           | 総通算           | 総通算           | 284              | 7                | 16               | 0                | 15               | 1                | 314              | 8                |

- 2013年は特別指定選手として出場。

その他国内公式戦
- 2017年
  - FUJI XEROX SUPER CUP 1試合0得点
- 2022年
  - J1参入プレーオフ 1試合0得点

| 国際大会個人成績 | 国際大会個人成績 | 国際大会個人成績 | 国際大会個人成績 | 国際大会個人成績 | FIFA      | FIFA      |
| 年度             | クラブ           | 背番号           | 出場             | 得点             | 出場      | 得点      |
| AFC              | AFC              | AFC              | ACL              | ACL              | クラブW杯 | クラブW杯 |
| ---------------- | ---------------- | ---------------- | ---------------- | ---------------- | --------- | --------- |
| 2017             | 鹿島             | 15               | 2                | 0                | -         | -         |
| 2018             | 鹿島             | 15               | 1                | 0                | 0         | 0         |
| 通算             | AFC              | AFC              | 3                | 0                | 0         | 0         |

- 公式戦初出場 - 2013年5月15日 ナビスコ杯予選リーグ第6節 対清水エスパルス (IAIスタジアム日本平)
- Jリーグ初出場 - 2014年3月2日 J2第1節 対モンテディオ山形 (Shonan BMW スタジアム平塚)
- Jリーグ初得点 - 2014年3月22日 J2第4節 対FC岐阜（岐阜メモリアルセンター長良川競技場）

## タイトル

### クラブ
東京ヴェルディユース
- サニックス杯国際ユースサッカー大会：1回（2008年）

早稲田大学
- 関東大学サッカートーナメント大会：1回（2012年）
- 全日本大学サッカー選手権大会：1回（2012年）

湘南ベルマーレ
- J2リーグ: 1回 (2014年)

鹿島アントラーズ
- FUJI XEROX SUPER CUP：1回（2017年）
- AFCチャンピオンズリーグ：1回（2018年）

### 個人
- 関東大学サッカーリーグ戦1部 ベストイレブン：1回（2013年）